# گاهی اوقات (فیلم ۱۹۷۶)
گاهی اوقات (به هندی: Kabhie Kabhie) فیلمی محصول سال ۱۹۷۶ و به کارگردانی یاش چوپرا است. در این فیلم بازیگرانی همچون آمیتاب باچان، راکهی گولزار، شاشی کاپور، وحیده رحمان، ریشی کاپور، نیتو سینگ، سیمی گریوال، پاریکشیت سهنی، افتخار، دون ورما ایفای نقش کرده‌اند.